# Преодац
Преодац је насељено мјесто у Босни и Херцеговини, у општини Босанско Грахово, које административно припада Федерацији Босне и Херцеговине. Према попису становништва из 1991. у насељу је живјело 195 становника.
Овде се налази Момчилова кула.

## Географија
Преодац је село у општини Босанско Грахово, Kантон 10, Федерација БиХ, западни дио Босне и Херцеговине.
Преодац је смјештен у котлини која се протеже сјеверозападно у односу на само подножје Шатор планине. Са сјеверозападне стране ограничавају га крајњи обронци планине Јадовник.
По Јовану Цвијићу у питању је Било — широко заравњен планински ланац ограничен крашким пољима динарског пружања — Гламочким, Граховским и Ливањским пољем. Са овог планинског Била диже се гребен са оштрим врхом и голим, стрмим странама, пирамидалног облика по чему је читава планина добила име.
Са врха Великог Шатора пружа се поглед на околне планине западне Босне: на сјеверу Јадовник, Клековача, Луњевача, Срнетица, на западу вијенац Динаре, Виторог и Цинцар. За лијепог времена на југозападу може се видјети и Јадранско море.
На планини Шатор налази се и прекрасно горско око Шаторско језеро, ледничког поријекла, које читавој планини и окружењу даје посебан печат. У самом селу налази се и вјештачко језеро изграђено почетком 1980-их на Шаторском  и потоку Параџиковац, код ливадског дијела званог Куботовина. Ово језеро је некада било лијепо и приступачно, изузетно погодно за риболов поточне пастрмке и клена, а сада усљед неодржавања се забарило и обрасло дрвенастом вегетацијом.
Преоцу су непосредно сусједна села:  Велико Тичево, Мало Тичево, Подић, Црни врх, Роре, Поповићи, Нуглашица, Пеуље, Маринковци. Преодац је због велике надморске висине типично планинско мјесто, чију климу карактеришу дуге и оштре зиме са високим сњеговима, и краћа остала годишња доба. Ова чињеница утицала је и на распоред послова и радова, врсте култура које су се узгајале, животиња које су се држале (у овим крајевима се за стоку колоквијално говорило "благо"), архитектуру и начин грађења кућа и помоћних објеката (основни материјали су камен и дрво) и на крају и природу и карактерне особине самог становништва. Земља није превише плодна и не омогућава интензивну пољопривреду, најчешће су то ливаде и пашњаци (који дају изванредно сијено као предуслов за квалитетну исхрану и испашу стоке).
Каректеришу га питоме ливадске области испресјецане многобројним планинским поточићима који извиру из више од 360 врела по којима је Преодац надалеко чувен. У кишним прољетним и јесењим периодима осим ових 360 врела и извора који су активни током цијеле године, укажу се још небројени мали и велики извори. Тада цијело село зна бити скоро па непроходно од велике воде. Зато се претпоставља да и само име Преодац долази од — преводити, прелазити преко воде.
Средишње ливадске области уоквирене су падинама Шатор планине обраслим богатом црногоричном вегетацијом смрче, јеле и бора. Такође на падинима планине је и богата бјелогорична популација букве, храста, липе, брезе... У самом селу, водени токови су обрасли врбом, ракитама, тополама и сличном вегетацијом.
Цијела околна област која се граничи са Преоцом је крашког типа. Кречњачке стијене које карактеришу цијелу област Динарида и овдје су заступљене али на необично лијеп начин. Процеси ерозије су на више мјеста изражени, те су интервентним пошумљавањем послије Другог свјетског рата релативно обуздани.
У самом дну Шатор планине, на локацији званој Пошатор, налази се извор звани Брзица. Из овог извора, заједно са потоцима са локације засеока Горице (источни дио села) и потоцима из западног дијела села формира се ријека Унац (у подножју Момчилове куле, на почетку кањона званог Склоп), која даље тече на сјевер према Дрвару (и селима Подић, Брда, Прекаја, Мокроноге), до свог ушћа у ријеку Уну код мјеста Мартин Брод у самој близини манастира Рмањ.

## Историја
Преодац је на попису становништва 1961. у ФНРЈ имао статус самосталне општине са 3.716 становника.

## Становништво
| Националност       | 1991. | 1981. | 1971. | 1961. |
| Срби               | 194   | 311   | 518   | 743   |
| Југословени        | 1     | 10    |       | 15    |
| Хрвати             |       |       | 4     | 1     |
| остали и непознато |       | 1     |       |       |
| Укупно             | 195   | 322   | 522   | 759   |

| Демографија | Демографија | Демографија |
| Година      | Становника  | Становника  |
| ----------- | ----------- | ----------- |
| 1961.       | 759         |             |
| 1971.       | 522         |             |
| 1981.       | 322         |             |
| 1991.       | 195         |             |

### Општина Преодац
Преодац је на попису становништва 1961. у ФНРЈ имао статус самосталне општине са 3.716 становника. Општина Преодац је обухватала насеља: Брда, Мало Тичево, Мотике, Подић, Пољице, Преодац, Роре, Шајиновац, Велико Тичево, Жупа, Црнац, Црни Врх.
| Националност       | 1961. |
| Срби               | 3.694 |
| Југословени        | 15    |
| Хрвати             | 5     |
| остали и непознато | 2     |
| Укупно             | 3.716 |